# つげのり子
つげ のり子（つげ のりこ、1971年2月9日 - ）は、日本の作家、皇室ライター、放送作家、Yahoo!オーサー、日本脚本家連盟会員、日本放送作家協会会員。別名・原くるみ。

## 略歴
香川県高松市出身。香川県立高松西高等学校、東京女子大学を卒業後、安田火災海上保険（現・損害保険ジャパン）株式会社に女性総合職として入社。4年半の勤務後に、テレビ業界に転身。
放送作家として、テレビのワイドショーから政治経済番組、ラジオ番組まで幅広いジャンルを手掛ける。
2001年（平成13年）の愛子内親王誕生以来、テレビ東京の皇室番組で構成を担当して約20年間、皇室番組の構成を担当。同時に皇室研究をライフワークとしている。
趣味は旅行。今までに船の旅、寝台特急の旅、ありとあらゆる旅を経験した。世界40か国を回った。

## 著書
- 『フィレンツェ愛の彷徨』（ダイソー出版）
- 『大人もこどもも脳の鍛錬　ギリシア神話』（毎日コミュニケーションズ、2007年9月8日）　ISBN 978-4839925420
- 『大人もこどもも脳の鍛錬　哲学』（毎日コミュニケーションズ、2007年12月22日）　ISBN 978-4839925413
- 『14歳の私が書いた遺書 いじめ被害少女の手記』（河出書房新社、1997年4月24日）※「原くるみ」の著書名にて 　ISBN 978-4-309-01140-0
- 『女帝のいた時代』（自由国民社、2015年5月2日）[4]　ISBN 978-4426119256
- 『素顔の美智子さま』（河出書房新社、2019年3月19日）　ISBN 978-4309027869
- 『素顔の雅子さま』（河出書房新社、2020年1月24日）[5]　ISBN 978-4309028569
- 『佳子さまの素顔: 可憐なるプリンセスの知られざるエピソード』（河出書房新社、2020年11月17日）　ISBN 978-4309029245
- 『天皇家250年の血脈』（KADOKAWA、2021年3月31日）　ISBN 978-4041098363

### 構成
- 『天皇陛下のプロポーズ』（小学館、著者：織田和雄、2019年3月15日）　ISBN 978-4093886697

## 寄稿文
- 『残念だった相談役の不在 (特集 眞子さんの結婚)』（正論、2022年1月号、p.159-166）

## 番組構成

### テレビ
- 『こちら経済編集長』（BSテレ東）
- 『皇室の窓』（テレビ東京）
- 『ジャスト』（TBSテレビ）
- 『あの戦争はなぜ始まったのか？』（BSテレ東）
- 『皇室の窓スペシャル』（BSテレ東）
- 『ルビコンの決断』（テレビ東京）
- 『妻たちの幸せ研究所』（MXテレビ）

### ラジオ
- 『未来相談室』（ラジオ日本）
- 『ビューティ・マジック』（ラジオ日本）
- 『実践！プロ相場！』（ラジオNIKKEI）
- 『知っておきたい！相続エキスパート』（ラジオNIKKEI）
- 『ドランクドラゴン鈴木拓宅！』（TBSラジオ）
- 『吉幾三とももクロのお正月特番』（NHK）
- 『名実況でよみがえるオリンピック感動の瞬間』（NHK）

他作品多数。

## 出演

### テレビ
- 『そこまで言って委員会』（読売テレビ）[2]
- 『あさパラS』(読売テレビ)
- 『ソクラテスのため息〜滝沢カレンのわかるまで教えてください〜』(テレビ東京)

### ラジオ
- 『ハローアイレディオ』（ラジオ日本）[2]